# 모잠비크 요리

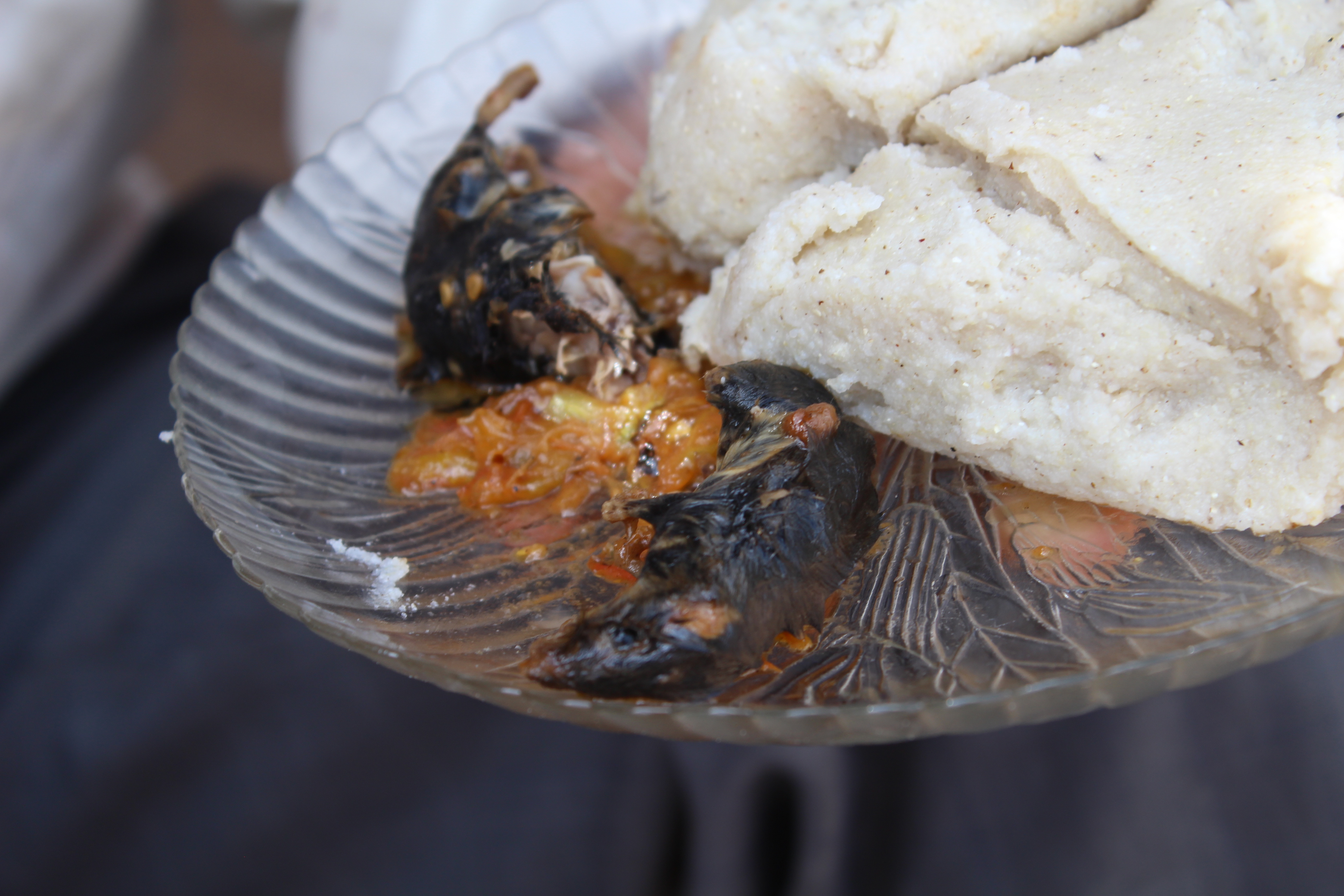
시마

모잠비크 요리(Mozambique 料理, 포르투갈어: cozinha moçambicana 코지냐 모삼비카나[*])는 남아프리카에 있는 모잠비크의 요리이다.

## 같이 보기
- 아프리카 요리